# Shōko Gotō
Pour les articles homonymes, voir Goto.
Shōko Gotō (後藤 聖子, Gotō Shōko), alias Syoko Goto, est une actrice japonaise de film pornographique dotée d'une vaste poitrine (Bonnets J).

## Biographie
Shōko Gotō est née au Japon le 18 janvier 1985 dans la préfecture de Miyazaki (située dans l'île de Kyūshū, la plus méridionale des quatre principales îles du Japon).

## Carrière
Gotō débute dans la pornographie en septembre 2004 en posant pour Bachelor Magazine. Elle tourne sa première vidéo pornographique avec les studios Crystal-Eizou au cours du même mois et devient rapidement une actrice renommée. Peu après ses débuts, Crystal-Eizou offre aux inconditionnels de l'actrice la possibilité de gagner un de ses mini slips aux enchères. Le gagnant est connu le 8 octobre 2004. Une nouvelle enchère a lieu en décembre 2004 pour gagner un slip écarlate de Gotō et, de nouveau, au mois de janvier 2005.
Au mois de décembre 2004, les vidéos de Gotō se situaient parmi les meilleures ventes dans la région du Kansai.
Vers la fin de sa première année de collaboration avec l'industrie du film pornographique, elle reçoit le prix "Super Re-mix" de portée générale pour la meilleure anthologie. Elle est présente dans les « Meilleures » anthologies du studio qui l'emploie pour l'année 2004 et 2005 et figure dans la « Meilleure » anthologie des femmes dotées d'une poitrine volumineuse de 2006. La réputation de Gotō se répand à travers tout le Japon au cours de sa première année d'activité. Au mois d'août 2005 J-List, l'exportateur anglophone de produits japonais rapporte qu'elle a été l'objet d'attentions considérables,  et on s'attendait a ce qu'elle soit la meilleure vente du mois ,.
Au bout de deux années passées dans l'industrie du film pornographique, l'Amazon japonais liste 23 DVD et une VHS la présentant.